# Korti, Bilgi
Korti là một làng thuộc tehsil Bilgi, huyện Bagalkot, bang Karnataka, Ấn Độ.